# Жан Ешноз
Жан Ешноз  (фр. Jean Echenoz; 26 грудня 1947, Оранж) — французький письменник.

## Біографія
Народився 26 грудня 1947 в м. Оранж. Жан Ешноз студіював соціологію і будівельну справу. Міжнароджне визнання він здобув після публікації роману «Я йду геть» (Je m'en vais), за який в 1999 році одержав Гонкурівську премію. Його роман «Черокі» був відзначений премією Медичі. Належить до когорти письменників-авторів видавництва Мінюї, які заявили про себе у 80-90-х роках минулого століття.
З 1970 року він мешкає в Парижі. Був одружений з німецькою письменницею Анною Вебер.

## Твори
- 1979 Le méridien de Greenwich
- 1983 Cherokee
- 1987 L'équipée malaise
- 1988 L'occupation des sols
- 1989 Lac
- 1991 Ayez des amis. In: New Smyrna Beach, Semaines de Suzanne — Minuit. S. 49–70.
- 1992 J'arrive. In: Le serpent à plumes. Nr. 3.
- 1992 Nous trois
- 1995 Les grandes blondes
- 1997 Un an
- 1999 Je m'en vais
- 2001 Jérôme Lindon
- 2003 Au piano
- 2006 Ravel
- 2008 Courir
- 2010 Des éclairs (роман про Нікола Теслу)

## Українські переклади
- Ешноз Жан. Озеро: [роман] / Лариса Федорова (пер.). — К. : Port-Royal, 2004. — 160с. — (Лауреати літературних премій).

Переклад роману «Озеро» був відзначений премією Григорія Сковороди за найкращий переклад року з французької.